# Padala, Kiustendil
Padala (în bulgară Падала) este un sat în comuna Rila, regiunea Kiustendil,  Bulgaria. 

## Demografie
Componența etnică a satului Padala
     Bulgari (100%)
     Nicio identificare (0%)
     Altele (0%)
La recensământul din 2011, populația satului Padala era de 29 locuitori. Din punct de vedere etnic, toți locuitorii erau bulgari.